# 백자 대병
백자 대병(白磁 大甁)은 경기도 광주시 곤지암읍, (재)한국도자재단에 있는 조선시대의 백자이다. 2019년 8월 23일 경기도의 유형문화재 제356호로 지정되었다.

## 지정 사유
높이 47cm의 대형 백자 병으로 목이 유난히 길어 속칭 거위병이라고도 불린다. 병은 느슨하게 올라가는 몸통에서 목이 길고 가늘게 올라가서 구연부에서 둥글게 말리는 형태이다. 긴 목에 비해 몸통이 다소 외소해보여 조형상의 균형감이 다소 떨어져 보이지만 두툼하게 제작된 하단부가 무게중심을 이루어 안정감이 있다. 잡물이 미량 포함된 백토에 투명유를 시유하여 광택이 돌고 굽 접지면에 가는 모래를 받쳐 구웠다. 번조과정에서 생긴 잔 빙렬이 있으며 병에 담았던 액체가 하단부에 스미어 나와 흔적으로 남아있지만, 은은한 순백색 유면은 따뜻한 느낌을 주고 있어 정치·경제적으로 부강했던 18세기 조선의 당당한 위상을 보여준다.

## 참고 문헌
- 백자 대병 - 국가유산청 국가유산포털